# ألفريدو أندرسن

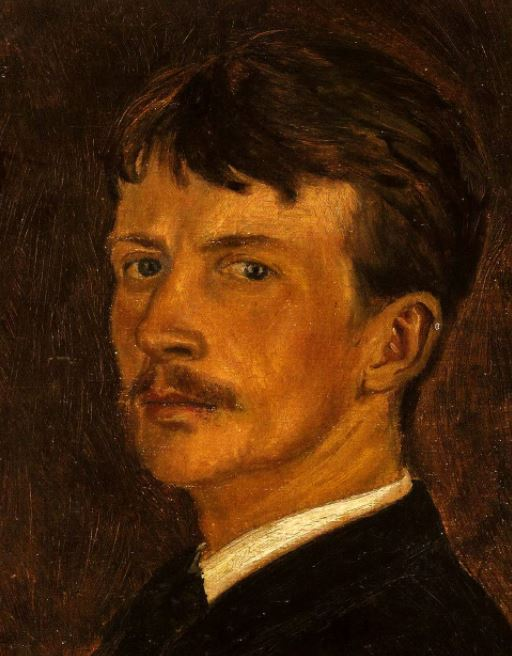
صورة شخصية (التاريخ غير معروف)

كان ألفريد إميل أندرسن ، المعروف باسم ألفريدو (3تشرين الثاني نوفمبر 1860 ، كريستيانساند - 9 آب أغسطس 1935 ، كوريتيبا ) رسامًا ونحاتًا وسينوغرافيًا وأستاذًا فنيًا في النرويج ، قضى معظم حياته في البرازيل. يشار إليه أحيانًا باسم "أبو الرسم في بارانا". 

## الحياة والعمل
كان والده ، توبياس أندرسن ، قبطانًا في البحرية التجارية . ابتكر رسوماته الأولى في سن الثالثة عشرة. بدأ دراسته الرسمية في سن السابعة عشرة ، في كريستيانيا (أوسلو) في أكاديمية الفنون الجميلة ، تحت إشراف فيلهلم كروغ (1829-1913). سيكون مساعد كروغ من عام 1877 إلى عام 1879. بعد ذلك ، التحق بالأكاديمية الملكية الدنماركية للفنون الجميلة في كوبنهاغن ، بينما كان يعمل مدرسًا للرسم في مدرسة ابتدائية. تخرج عام 1883 وعاد إلى كريستيانيا ، حيث تلقى دروسًا خاصة من أولاف إيزاكسن .  أقام معرضه الفردي الأول عام 1884.

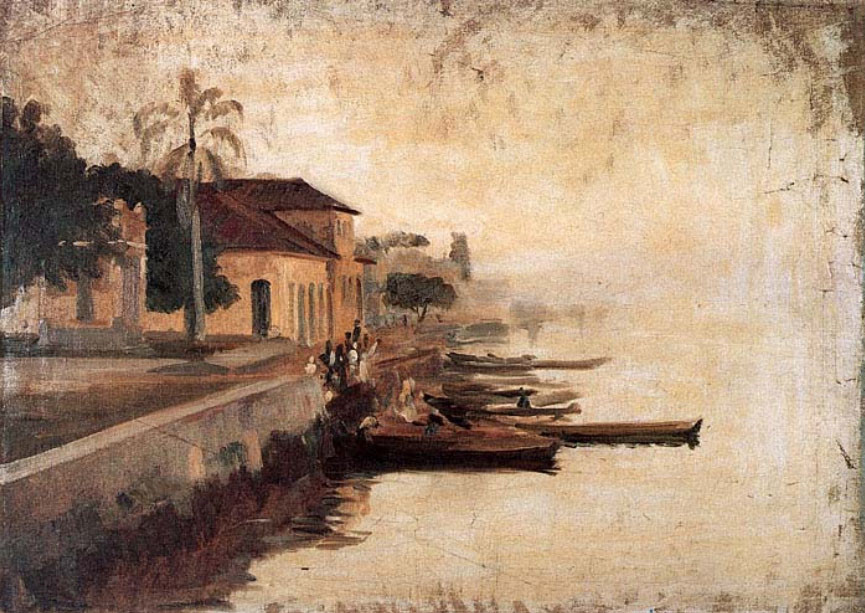
ميناء باراناغوا

في عام 1891، قام برحلة مع والده عبر الأطلسي. تحطمت سفينتهم في ميناء أنتونينا في بارانا، وقضوا بعض الوقت هناك بينما تم إصلاح السفينة؛ وخلال هذه الفترة رسم بعض المناظر الطبيعية. عندما عادوا إلى الوطن، وجدوا أن معظم كريستيانساند القديمة قد تم تدميرها بسبب حريق. نجا مدرسة التقنية، لكنهم رفضوا طلبه بحجة أنه "فكر بحر". قرر العودة إلى أمريكا الجنوبية، أولاً إلى بوينس آيرس، ثم إلى البرازيل، حيث استقر في باراناجوا في عام 1893.
هناك، قابل آنا دي أوليفيرا، امرأة من أصل كاريجو الأمريكي الأصل، وكانت أصغر منه بكثير. في نهاية المطاف، بدأوا يعيشون معًا. في عام 1902، انتقلوا إلى كوريتيبا وأنجبوا أربعة أطفال، بمن فيهم ثورستين أندرسن (1905-1964) الذي أصبح أيضًا رسامًا. في وقت لاحق، أسس مدرسة للرسم والتصوير في منزلهم. 
بعد تأسيسه ، عمل أستاذاً للرسم في Escola Alemã (المدرسة الألمانية) و Colégio Paranaense. وكان أيضًا مدير الفصول المسائية في Escola de Belas Artes e Indústria. جاء معرضه الأول في كوريتيبا عام 1907. كان سيقيم أربعة معارض أخرى هناك بحلول عام 1930 ، وكذلك في ريو دي جانيرو (1918) وساو باولو (1921).
عرضت عليه الحكومة النرويجية منصبًا في أكاديمية كريستيانيا عام 1927 ، ولكن بعد عام هناك عاد إلى بارانا. خلال ذلك الوقت ، رسم صورته الشهيرة للمؤلف كنوت هامسون ، الحائز على جائزة نوبل للآداب عام 1920.
في عيد ميلاده الحادي والسبعين في عام 1931، تم تعيينه مواطنًا فخريًا لمدينة كوريتيبا تقديرًا لخدماته للمجتمع الفني المحلي. وكانت هذه هي أول مرة يمنح فيها المدينة مواطنية فخرية من هذا النوع. وهذا أدى إلى لقبه "باي دا بينتورا باراناينسي"، وبعد أربع سنوات توفي بسبب الالتهاب الرئوي.

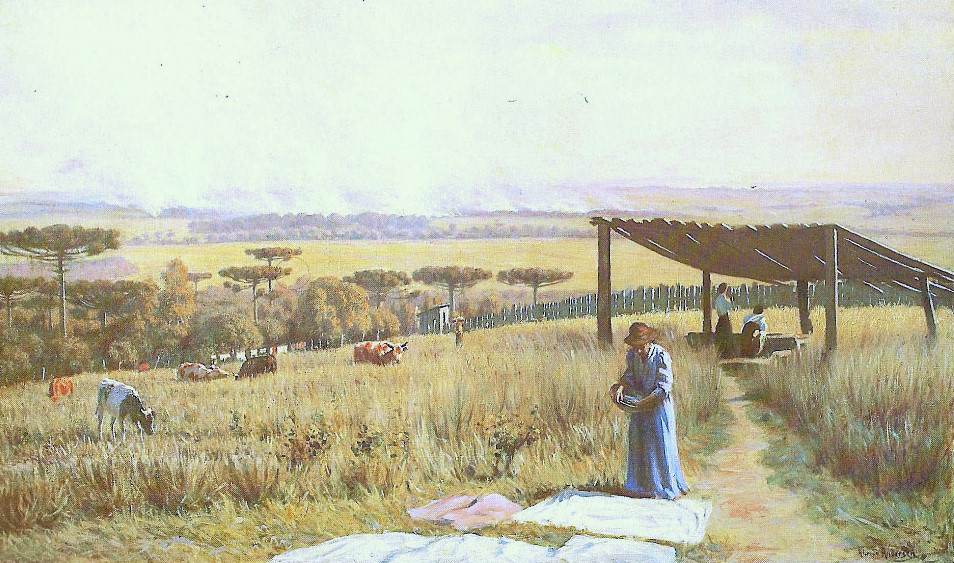
غسالة

في عام 1959 ، حولت حكومة بارانا منزله إلى متحف ومدرسة فنية رسمية. في وقت لاحق ، تمت إضافته إلى Patrimônio Histórico e Artístico do Estado وفي عام 1979 ، أصبح Museu Alfredo Andersen [الإنجليزية] .